# Moyenneville (Somme)
Moyenneville è un comune francese di 679 abitanti situato nel dipartimento della Somme nella regione dell'Alta Francia.

## Società

### Evoluzione demografica
Abitanti censiti